# Anomala discors
Anomala discors är en skalbaggsart som beskrevs av Karsch 1882. Anomala discors ingår i släktet Anomala och familjen Rutelidae. Inga underarter finns listade i Catalogue of Life.